# Saggart
Saggart (en irlandais : Teach Sagard, littéralement « maison de Sacra ») est un village du comté de Dublin Sud en république d'Irlande. Il est situé dans le nord des montagnes de Wicklow à 125 mètres d'altitude en moyenne. Il comptait 868 habitants en 2006 et doit son nom à saint Sacer (ou Mo Sacra).

## Histoire
Saint Sacer fait élever un monastère au VIIe siècle, dont les vestiges se trouvent aujourd'hui dans un centre équestre à environ 1,5 km du village actuel. Après la mort de Mo Sacra, le monastère devient un couvent. Il abrite plus de 80 nonnes, jusqu'aux attaques vikings du IXe siècle.
En 1207, Saggart, ou Tasagart en normand, dépend de la cathédrale de Saint-Patrick à Dublin. En 1615, l'église est réputée en bon état, mais quinze ans plus tard elle est effondrée et les paroissiens protestants de Saggart prennent part au culte dans l'église de Rathcoole. Saggart a une église aujourd'hui, bâtie en 1847.
Entre 1888 et 1932, Saggart est un arrêt sur la ligne du tramway à vapeur reliant Dublin à Blessington.